# Black Unity
| Recensione                           | Giudizio |
| ------------------------------------ | -------- |
| Allmusic                             | [ 1 ]    |
| The Penguin Guide to Jazz Recordings | [ 2 ]    |

Black Unity è un album discografico del sassofonista jazz Pharoah Sanders pubblicato dalla Impulse! Records nel 1971.

## Descrizione
L'intero album consiste in una singola traccia della durata di 37 minuti, divisa in due parti, che il critico Joe S. Harrington descrisse "un esercizio di groove armonico sostenuto che non può essere superato". La ristampa in compact disc del 1997 presenta le due parti unite insieme come unica lunga traccia.

## Tracce
Lato 1
1. Black Unity (part one) – 18:28

Lato 2
1. Black Unity (part two) – 18:58

## Formazione
- Pharoah Sanders — sax soprano e sax tenore, balafon
- Marvin "Hannibal" Peterson — tromba
- Carlos Garnett — flauto, sax tenore
- Joe Bonner — pianoforte
- Stanley Clarke, Cecil McBee — contrabbasso
- Norman Connors, Billy Hart — batteria
- Lawrence Killian — conga, balafon, djembe, percussioni

## Produzione
- Lee Young — produzione
- Tony May — ingegnere del suono
- Michael Cuscuna — produzione (ristampa)
- Erick Labson — rimasterizzazione
- Hollis King — direzione artistica
- Christine Lee — graphic design
- Chuck Stewart — fotografie